# Andrea Demirović

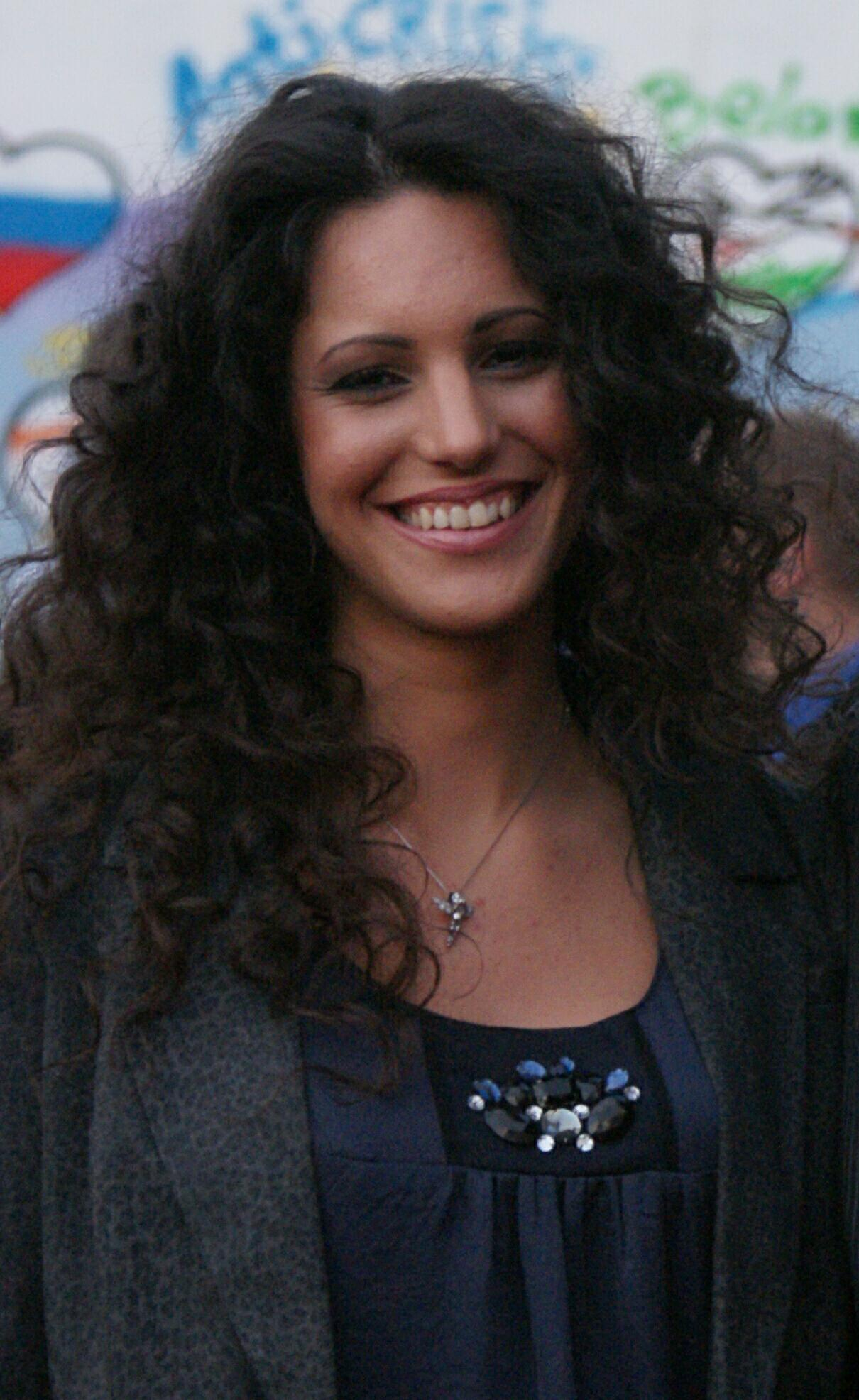
Andrea Demirović (2009)

Andrea Demirović Paunovic (serbisch-kyrillisch Андреа Демировић, * 17. Juni 1985 in Titograd, SFR Jugoslawien) ist eine montenegrinische Sängerin. Sie ist verheiratet und Mutter.

## Leben und Wirken
Sie studiert derzeit an der Cetinje-Musik-Akademie.
2002 startete sie ihre Karriere, als sie am Sunčane Skale teilnahm. In der nächsten Zeit war sie auf verschiedenen regionalen Festivals und Veranstaltungen, darunter auch der serbisch-montenegrinischen Vorentscheidung zum Eurovision Song Contest 2005, wo sie mit Šta ce mi dani den fünften Platz erreichte.
2006 wurde ihr erstes Album Andrea veröffentlicht. Ein zweites Album wurde 2008 veröffentlicht.
Am 23. Januar wurde sie als die montenegrinische Teilnehmerin zum Eurovision Song Contest 2009 bestätigt. Ihr Lied hieß Just get out of my life. Unter den Pseudonymen „Peter Match“ und „Gunter Johansen“ haben Ralph Siegel und Bernd Meinunger am Lied gearbeitet. Demirović schied aber bereits im ersten Halbfinale des ESC in Moskau aus.
Beim Eurovision Song Contest 2015 verkündete sie als Jury-Sprecherin die Punkte der montenegrinischen Jury. 2019 wollte sie erneut Montenegro beim Wettbewerb vertreten, erreichte mit dem Titel Ja sam ti san in der Vorentscheidung Montevizija 2019 jedoch nur den dritten Platz.